# Madejski Stadium
Madejski Stadium är en fotbollsarena i Reading i England. Här spelar Reading FC sina hemmamatcher, och även rugbyklubben London Irish spelar här.
Arenan har plats för 24 161 åskådare.